# Banco Central Mexicano

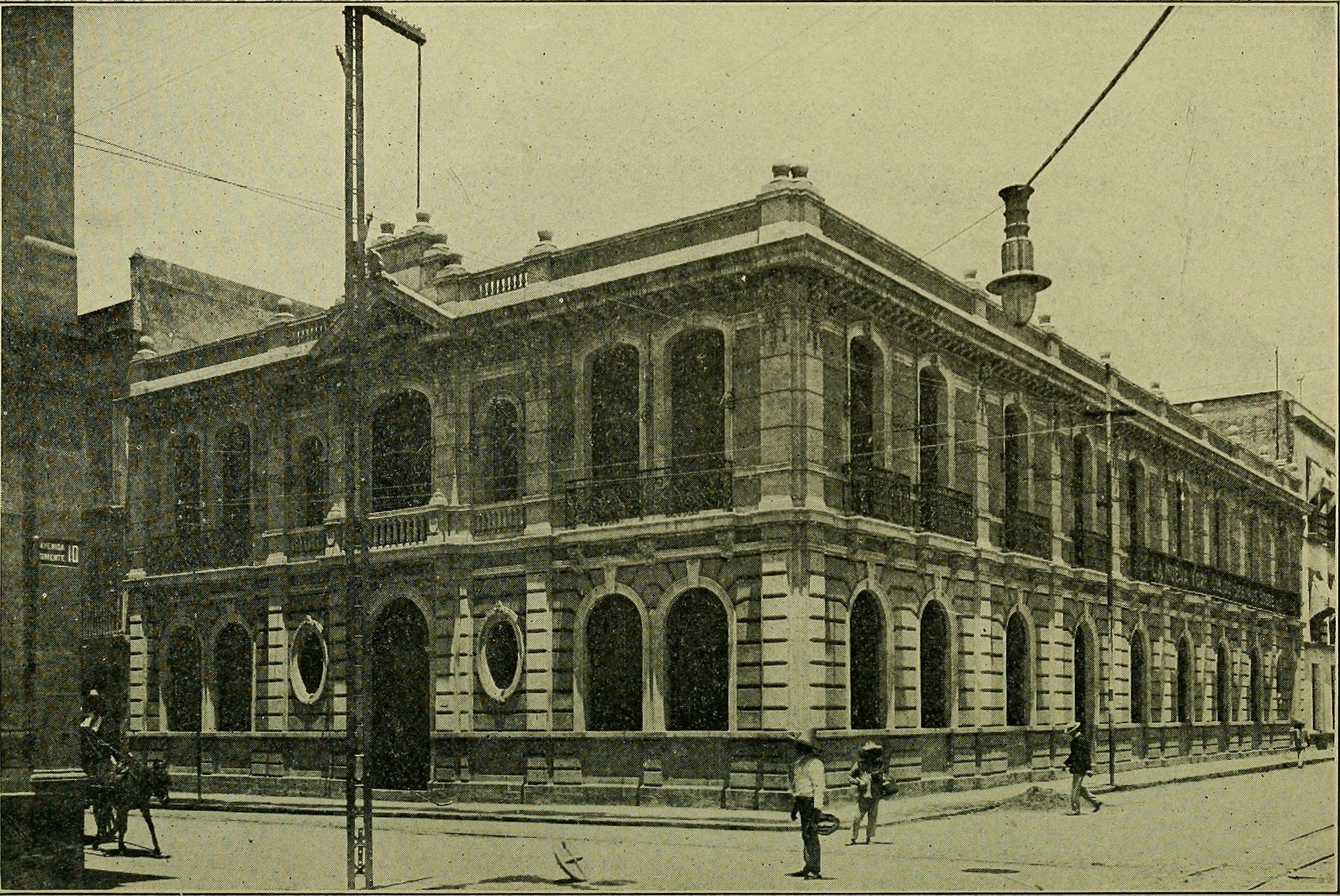
Antigua sede del Banco Central Mexicano en la Ciudad de México

El Banco Central Mexicano fue una institución financiera mexicana establecida durante el Porfiriato en 1897, primera en reconocer las emisiones de billetes de los bancos de la República Mexicana, adquiriendo funciones de banca central, años antes del establecimiento del Banco de México.
Fue fundado por empresarios del norte de México en colaboración con José Yves Limantour, secretario de Hacienda, quien buscaba compensar el poder que el Banco Nacional de México y el Banco de Londres y México tenían sobre la economía mexicana, así como establecer una institución que reconociera las emisiones de los bancos provinciales.  

## Antecedentes

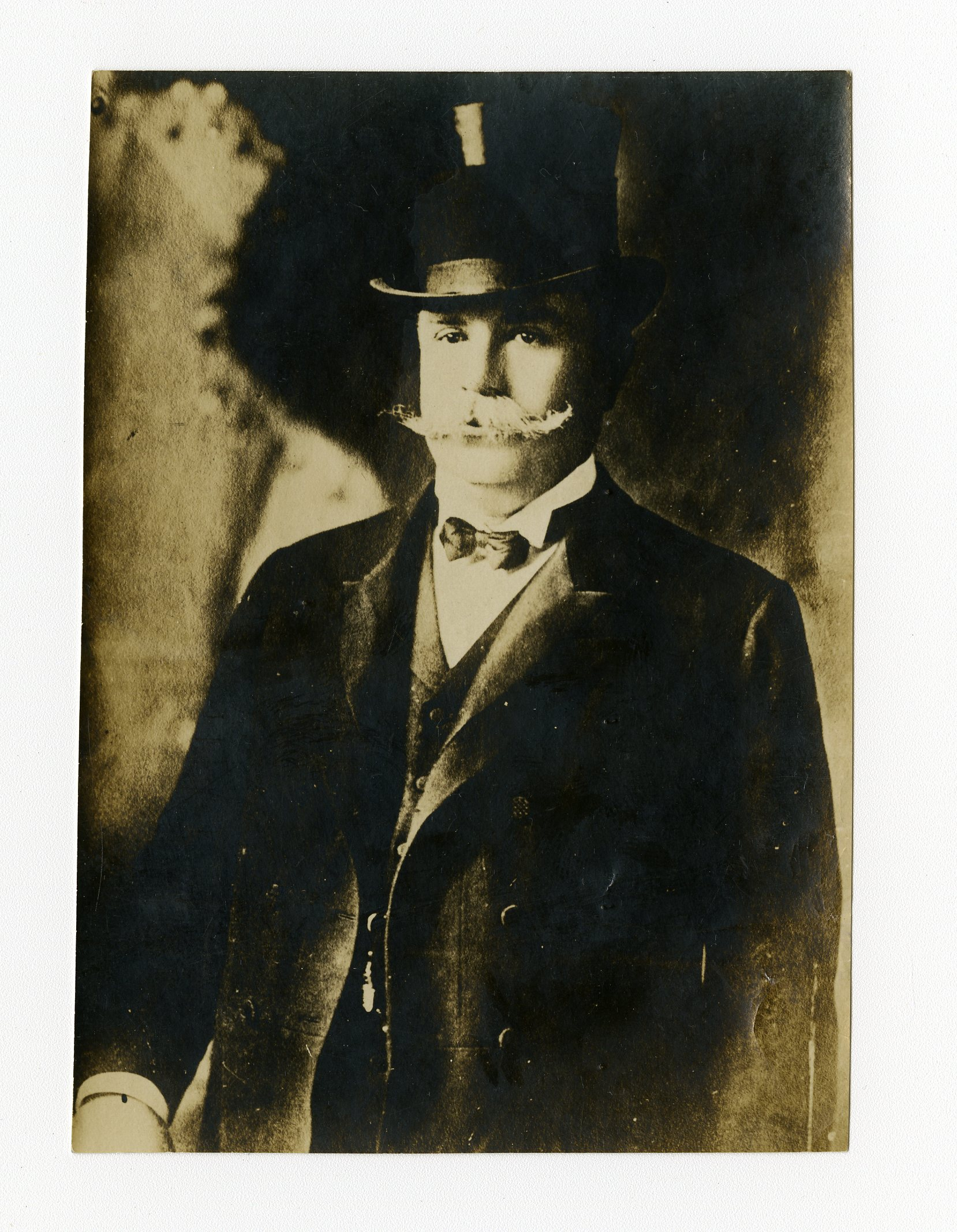
Enrique C. Creel, primer presidente del Banco Central Mexicano

En 1897, el secretario de Hacienda y Crédito Público, José Yves Limantour, impulsó la Ley General de Instituciones de Crédito, expedida por el presidente Porfirio Díaz, el 19 de marzo del mismo año, con el fin de desarrollar la banca en México, así como de obtener el reconocimiento de las emisiones de billetes de los bancos provinciales en una única institución.
Entre los promotores de la nueva iniciativa se encontró a Pablo Macedo, promotor del Banco Nacional de México, quien puso de manifesto la "anarquía" en la emisión y reconocimiento de billetes, especialmente debido a la rivalidad del Banco Nacional de México con el Banco de Londrés y México, quienes no reconocían sus respectivas emisiones, ni las de los bancos provinciales. Asimismo, el nuevo banco, auspiciado por el secretario Limantour, compensaría el enorme poder obtenido por los bancos ya mencionados.

## Banco Refaccionario de México
El hartazgo de los bancos provinciales, llevó a la conformación de una alianza bancaria establecida el 24 de enero de 1898 llamada Banco Refaccionario de México, con sede en la Ciudad de México, única institución que reconocía las emisiones de los bancos registrados en la República, a pesar de no tener el monopolio de su emisión. El Banco Refaccionario de México fue otorgado en concesión a los señores Enrique C. Creel, Joaquín Demetrio Casasús, Ramón Alcázar, Antonio V. Hernández, Carlos Bracho y Carlos Vermehren, quienes aportaron un capital de 1 000 000 de pesos para su conformación.[cita requerida]

## Banco Central Mexicano

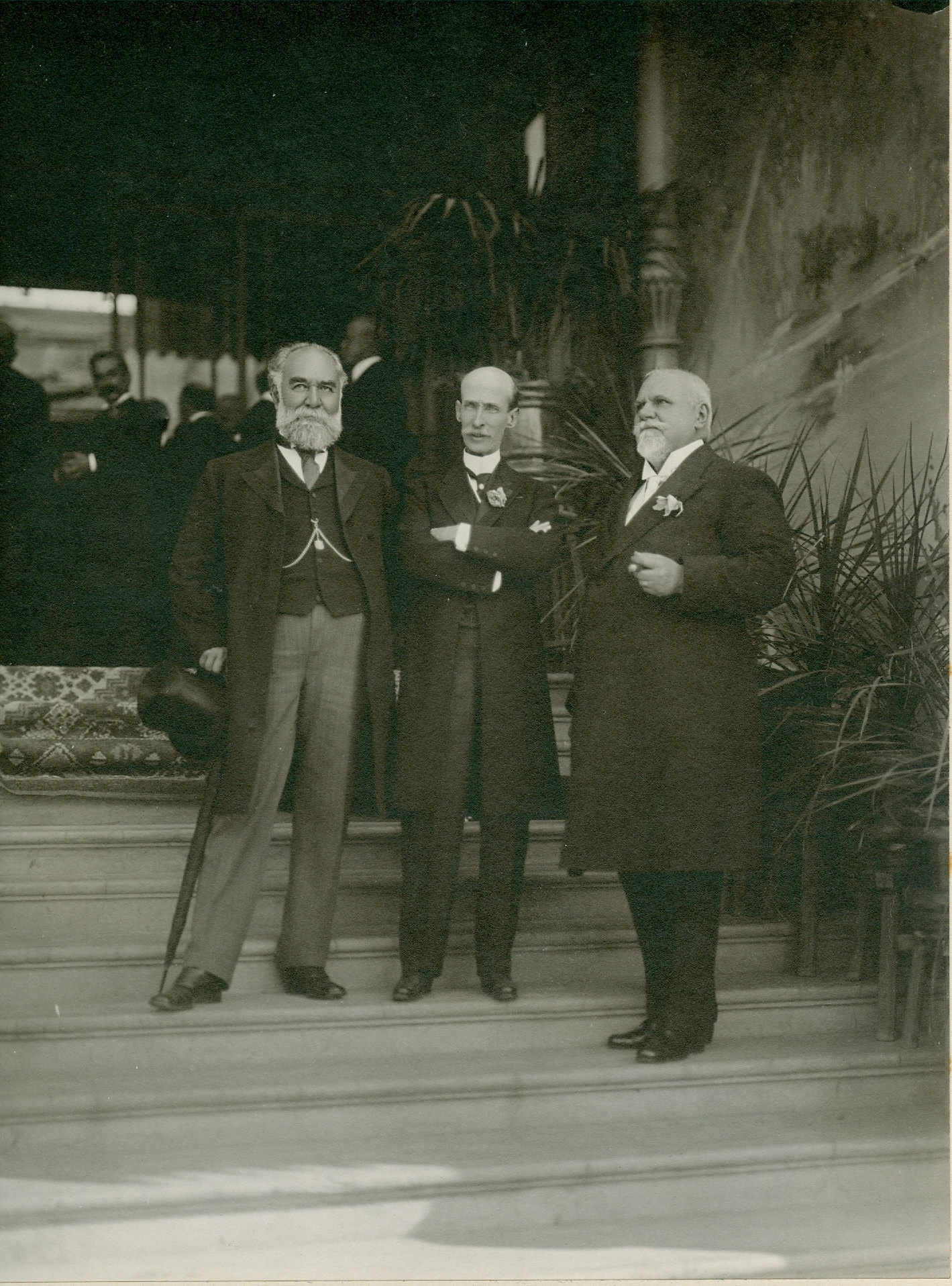
Antonio V. Hernández, Pablo Macedo y Justo Sierra Méndez.

El 28 de enero de 1899 se modificaron los atributos del Banco Refaccionario de México y se mudó el nombre por el de Banco Central Mexicano, aumentando su capital a 6 000 000 de pesos. [cita requerida]
Su primer consejo de administración estuvo conformado por Enrique C. Creel (presidente), Ramiro de Trueba (vicepresidente), como consejeros propietarios Joaquín D. Casasús, Ramón Alcázar, Olegario Molina, Antonio V. Hernández, Fernando Pimentel y Fagoaga (también gerente), José Castellot, y como suplentes Donato de Chapeaurouge, Carlos Casasús, Manuel Rivero Collada, Emilio Meyrán, Pablo Guma, Viviano L. Villarreal, Rómulo Larralde, Carlos Bracho, Eduardo Meade, Manuel Araoz, así como por Francisco Cortina e Icaza (interventor del gobierno), Balbino Dávalos (secretario), Juan F. Brittingham (comisario), Federico Kludt (subgerente), John Sutcliffe (contador) y Juan Camargo (cajero).
Estableció corresponsalías con todos los bancos provinciales de México, otorgándole a cada uno cuentas de crédito, así como con el Deutsche Bank, Banque de Paris & Pays-Bas, London & Westminster Bank Ltd., Banco de Bilbao, J.P. Morgan & Co., National City Bank, entre otros.[cita requerida]